# Диана Дафова
Диа̀на Анаста̀сова Да̀фова е родена на 26 юли 1962 в София, в семейство на професионални музиканти. Майка ѝ Лиляна Дафова е народна певица, а баща ѝ Анастас Дафов е диригент на народни хорове и вокален педагог.

## Образование
Завършва Музикалното училище „Любомир Пипков“ в София, специализирайки класическо пиано.
Продължава музикалното си образование в Музикалната академия в София, където специализира пеене и пиано. Учи също история на музиката.

## Музикални изяви
Започва соловата си кариера през 1985 г.
Само за няколко месеца нейните песни „Happiness Is Difficult to Get“, „Love Is Never Late“, „Different Worlds“ стават хитове по Българските национални телевизия и радио.
Получава специална награда на конкурса „Мелодия на годината“.
През годините участва в стотици концерти в България, Полша, Словакия, Румъния, Гърция, Турция, Белгия, Германия, Италия, Австралия, САЩ и Индия. Участва и в много национални и международни телевизионни програми. Пее и пише на повече от девет езика. Музиката ѝ е комбинация на елементи от различни жанрове и има уникално звучене.
Носител е на златна награда „Реми“ от 43-тия международен филмов фестивал в Хюстън, Тексас – трети по големина в САЩ.
За нея са писали музика композиторите: Зорница Попова, Тончо Русев, Любомир Дамянов, Морис Аладжем, Иван Пеев, Асен Драгнев и други.

## Семейство
Омъжена е от 1992 г. за англичанина Майкъл Батърфилд, който е и неин изпълнителен продуцент.
Има дъщеря  от първия си брак.

## Работа по линия на ООН
Участва активно в работата на Върховния комисариат на ООН за бежанците (съкратено: ВКБООН). Специален представител е на ВКБООН за Европа. Две от песните в албума ѝ „Каризма“ (Charisma) са избрани за диска Voyces United for UNHCR (CD компилация) на ВКБООН, всички приходи от световните продажби на който са предназначени за подпомагане на бежанци с проблеми.